# Simpsonovi (31. řada)
Třicátá první řada amerického animovaného seriálu Simpsonovi je pokračováním třicáté řady tohoto seriálu. Premiérově byla vysílána na americké televizní stanici Fox od konce září 2019 do půli května 2020.
Příprava české verze série byla na jaře 2020 poznamenána dočasným uzavřením dabingových studií v souvislosti s pandemií covidu-19. Dne 8. května 2020 však bylo na Instagramu Martina Dejdara, dabéra Barta Simpsona, zveřejněno video, kde po šestitýdenní pauze dabuje 12 dílů 31. řady. Dne 3. června téhož roku bylo oznámeno plánované zahájení premiérového vysílání od úterý 7. července v týdenním intervalu na stanici Prima Cool. 24. září Martin Dejdar na Instagramu zveřejnil sérii videí „Kašparova sobota“; ve videích mj. dabuje zbylých 10 dílů 31. řady. Během 22 týdnů byly odvysílány všechny díly, poslední díl měl premiéru 1. prosince.

## Seznam dílů
| Č. v seriálu | Č. v řadě | Původní název                            | Český název                                                       | Režie               | Scénář                                                | Premiéra v USA     | Premiéra v ČR      | Produkční kód | Sledovanost v USA (v mil. diváků) |
| ------------ | --------- | ---------------------------------------- | ----------------------------------------------------------------- | ------------------- | ----------------------------------------------------- | ------------------ | ------------------ | ------------- | --------------------------------- |
| 663          | 1         | The Winter of Our Monetized Content      | Soumrak našeho zpeněžitelného obsahu                              | Bob Anderson        | Ryan Koh                                              | 29. září 2019      | 7. července 2020   | YABF19        | 2,33                              |
| 664          | 2         | Go Big or Go Homer                       | Buď vítěz, nebo Homer (Prima) Buď vítěz, nebo buď Homer (Disney+) | Matthew Faughnan    | John Frink                                            | 6. října 2019      | 14. července 2020  | YABF21        | 5,63                              |
| 665          | 3         | The Fat Blue Line                        | Nevinný mafián                                                    | Michael Polcino     | Bill Odenkirk                                         | 13. října 2019     | 21. července 2020  | YABF22        | 2,13                              |
| 666          | 4         | Treehouse of Horror XXX                  | Speciální čarodějnický díl XXX                                    | Timothy Bailey      | J. Stewart Burns                                      | 20. října 2019     | 28. července 2020  | YABF18        | 5,42                              |
| 667          | 5         | Gorillas on the Mast                     | Gorily a lodě                                                     | Matthew Nastuk      | Max Cohn                                              | 3. listopadu 2019  | 4. srpna 2020      | YABF20        | 2,02                              |
| 668          | 6         | Marge the Lumberjill                     | Dřevorubání                                                       | Rob Oliver          | Ryan Koh                                              | 10. listopadu 2019 | 11. srpna 2020     | ZABF02        | 5                                 |
| 669          | 7         | Livin La Pura Vida                       | Žijeme la pura vida                                               | Timothy Bailey      | Brian Kelley                                          | 17. listopadu 2019 | 18. srpna 2020     | ZABF03        | 2,08                              |
| 670          | 8         | Thanksgiving of Horror                   | Děsuplné díkůvzdání (Prima) Děsivé Díkůvzdání (Disney+)           | Rob Oliver          | Dan Vebber                                            | 24. listopadu 2019 | 25. srpna 2020     | YABF17        | 5,42                              |
| 671          | 9         | Todd, Todd, Why Hast Thou Forsaken Me?   | Todde, Todde, proč jsi mě opustil?                                | Chris Clements      | Tim Long a Miranda Thompsonová                        | 1. prosince 2019   | 1. září 2020       | ZABF04        | 1,99                              |
| 672          | 10        | Bobby, It's Cold Outside                 | Šťastné a ukradené                                                | Steven Dean Moore   | Jeff Westbrook a John Frink                           | 15. prosince 2019  | 8. září 2020       | ZABF01        | 4,97                              |
| 673          | 11        | Hail to the Teeth                        | Rovnátka                                                          | Mark Kirkland       | Elisabeth Kiernanová Avericková                       | 5. ledna 2020      | 15. září 2020      | ZABF05        | 1,81                              |
| 674          | 12        | The Miseducation of Lisa Simpson         | Škola budoucnosti                                                 | Matthew Nastuk      | J. Stewart Burns                                      | 16. února 2020     | 22. září 2020      | ZABF06        | 1,95                              |
| 675          | 13        | Frinkcoin                                | Frinkcoin                                                         | Steven Dean Moore   | Rob LaZebnik                                          | 23. února 2020     | 29. září 2020      | ZABF07        | 1,84                              |
| 676          | 14        | Bart the Bad Guy                         | Padouch Bart                                                      | Jennifer Moellerová | Dan Vebber                                            | 1. března 2020     | 6. října 2020      | ZABF08        | 1,66                              |
| 677          | 15        | Screenless                               | Bez obrazovek                                                     | Michael Polcino     | J. Stewart Burns                                      | 8. března 2020     | 13. října 2020     | ZABF09        | 1,63                              |
| 678          | 16        | Better Off Ned                           | S Nedem dobře, s Homerem nejlíp                                   | Rob Oliver          | námět: Al Jean scénář: Joel H. Cohen a Jeff Westbrook | 15. března 2020    | 20. října 2020     | ZABF11        | 1,7                               |
| 679          | 17        | Highway to Well                          | Zelená je tráva                                                   | Chris Clements      | Carolyn Omineová                                      | 22. března 2020    | 27. října 2020     | ZABF10        | 1,66                              |
| 680          | 18        | The Incredible Lightness of Being a Baby | Nesnesitelná lehkost bytí batoletem                               | Bob Anderson        | Tom Gammill a Max Pross                               | 19. dubna 2020     | 3. listopadu 2020  | YABF13        | 1,58                              |
| 681          | 19        | Warrin' Priests                          | Svatá válka – první část (Prima) Svatá válka – 1. část (Disney+)  | Bob Anderson        | Pete Holmes                                           | 26. dubna 2020     | 10. listopadu 2020 | ZABF12        | 1,35                              |
| 682          | 20        | Warrin' Priests Part 2                   | Svatá válka – část druhá (Prima) Svatá válka – 2. část (Disney+)  | Matthew Nastuk      | Pete Holmes                                           | 3. května 2020     | 17. listopadu 2020 | ZABF13        | 1,36                              |
| 683          | 21        | The Hateful Eight-Year-Olds              | Osmiletí hrozní                                                   | Jennifer Moellerová | Joel H. Cohen                                         | 10. května 2020    | 24. listopadu 2020 | ZABF14        | 1,4                               |
| 684          | 22        | The Way of the Dog                       | Psí život                                                         | Matthew Faughnan    | Carolyn Omineová                                      | 17. května 2020    | 1. prosince 2020   | ZABF16        | 1,89                              |